# Três venenos

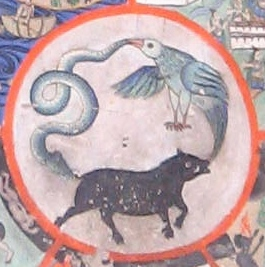
Os três venenos são representados no centro da roda da vida como um porco, um pássaro e uma cobra.

Os três venenos (sânscrito: triviṣa; tibetano: dug gsum) ou as três raízes prejudiciais (sânscrito: akuśala-mūla ; pāli: akusala-mūla), no budismo, referem-se às três kleshas raízes de Moha (ilusão, confusão), Raga (ganância, apego sensual) e Dvesha (aversão). Esses três venenos são considerados três aflições ou falhas de caráter inatas em um ser, a raiz de Taṇhā (desejo) e, portanto, em parte a causa de Dukkha (sofrimento, dor, insatisfação) e renascimentos.
Os três venenos são simbolicamente desenhados no centro das obras de arte budistas de Bhavachakra, com o galo, a  cobra e o porco, representando ganância, má vontade e ilusão, respectivamente.

## Descrição breve
Nos ensinamentos budistas, os três venenos (de ignorância, apego e aversão) são as principais causas que mantêm os seres sencientes presos no samsara. Dizem que esses três venenos são a raiz de todos os outros kleshas.
Os três venenos são representados no centro da roda da vida como um porco, um pássaro e uma cobra (representando ignorância, apego e aversão, respectivamente). Como mostrado na roda da vida (sânscrito: bhavacakra), os três venenos levam à criação de karma, que leva ao renascimento nos seis reinos do samsara.

## Qualidades saudáveis opostas
Os três fatores mentais saudáveis que são identificados como opostos dos três venenos são:
- amoha (não ilusão) ou prajna (sabedoria)
- alobha (desapego) ou dana (generosidade)
- adveṣa (não ódio) ou mettā (bondade amorosa)

## Termos e traduções em sânscrito/páli/tibetano
Os três kleshas de ignorância, apego e aversão são referidos como os três venenos (sânscrito triviṣa; tibetano: dug gsum) na tradição Maaiana e como as três raízes prejudiciais (Pāli, akusala-mūla ; Skt. Akuśala-mūla) na tradição Teravada.
Os termos em sânscrito, pali e tibetano para cada um dos três venenos são os seguintes: 
| Veneno  | Sânscrito | Pali  | Tibetano   | Traduções alternativas para o inglês | Sct./Páli/Tib. Sinônimo                            |
| ------- | --------- | ----- | ---------- | ------------------------------------ | -------------------------------------------------- |
| Ilusão  | moha      | moha  | gti mug    | confusão, perplexidade, ilusão       | avidyā (sânscrito); avijjā (Pāli); ma rigpa (Tib.) |
| Apego   | rāga      | lobha | 'dod chags | desejo, sensualidade, ganância       | -                                                  |
| Aversão | dveṣa     | dosa  | zhe sdang  | raiva, ódio, hostilidade             | -                                                  |

Na tradição Mahayana, moha é identificada como uma subcategoria de avidya. Enquanto avidya é definida como uma ignorância fundamental, moha é definida como ilusão, confusão e crenças incorretas. Na tradição Teravada, moha e avidya são termos equivalentes, mas são usados em contextos diferentes; moha é usado quando se refere a fatores mentais e avidya é usado quando se refere aos doze elos.